# تمورا موریسون
تمورا درک موریسون (انگلیسی: Temuera Derek Morrison؛ زادهٔ ۲۶ دسامبر ۱۹۶۰) بازیگر نیوزیلندی است. او از تبار مائوری است و از سال ۱۹۷۲ تاکنون مشغول فعالیت بوده‌است. موریسون در آثار گوناگون نیوزیلند حضور داشته‌است و برای نقش‌آفرینی‌اش مورد تحسین قرار گرفته‌است.
خارج از نیوزیلند، موریسون بیشتر برای ایفای نقش در آثار فرنچایز چندرسانه‌ای جنگ ستارگان معروف است. او نقش جانگو فت و علاوه بر این، نقش چندین کلون ژنتیکی متعلق به جانگو از جمله کلون تروپرز و پسر خوانده جانگو به‌نام بوبا فت را ایفا کرده‌است. او نقش جانگو را در فیلم جنگ ستارگان: قسمت دوم - حمله کلون‌ها در سال ۲۰۰۲ ایفا کرد. موریسون در سال ۲۰۰۴ در پخش مجدد امپراتوری ضربه متقابل می‌زند صدای بوبا فت را گویندگی کرد. او سپس بوبا را به‌طور کامل در فصل دوم سریال مندلورین (۲۰۲۰–اکنون) و سریال اسپین‌آف کتاب بوبا فت (۲۰۲۱) به تصویر کشید. او در فیلم‌های موانا (۲۰۱۶)، آکوامن (۲۰۱۸) و آکوامن و پادشاهی گم‌شده (۲۰۲۲) نیز حضور داشته‌است.

## گزیدهٔ فیلم‌شناسی

### فیلم
- جزیره دکتر مورو (۱۹۹۶)
- سرعت ۲: کنترل سفر دریایی (۱۹۹۷)
- شش روز، هفت شب (۱۹۹۸)
- محدودیت عمودی (۲۰۰۰)
- جنگ ستارگان: قسمت دوم - حمله کلون‌ها در نقش جانگو فت (۲۰۰۲)
- بلوبری (۲۰۰۴)
- کشور زیبا (۲۰۰۴)
- امپراتوری ضربه متقابل می‌زند در نقش بوبا فت (۲۰۰۴؛ صدا؛ نسخهٔ دی‌وی‌دی)
- جنگ ستارگان قسمت سوم: انتقام سیت (۲۰۰۵)
- ملکه رودخانه (۲۰۰۵)
- فرار زوج‌ها (۲۰۰۹)
- تفنگدار دریایی ۲ (۲۰۰۹)
- گرین لنترن (فیلم) در نقش آبین سور (۲۰۱۱)
- عقرب شاه ۳: نبرد برای رستگاری (۲۰۱۲)
- هدف سخت ۲ (۲۰۱۶)
- موانا (۲۰۱۶)
- آکوامن (۲۰۱۸)
- دورا و شهر گمشده طلایی (۲۰۱۹)
- آکوامن و پادشاهی گم‌شده (۲۰۲۲)

### تلویزیون
- اسپارتاکوس: خدایان میدان نبرد (۲۰۱۱)
- مرز (۲۰۱۸)
- مندلورین در نقش بوبا فت (۲۰۲۰)
- کتاب بوبا فت در نقش بوبا فت (۲۰۲۱)